# Уборки (Смолевичский район)
Уборки (бел. Убо́ркі) — бывшая деревня в Смолевичском районе Минской области Республики Беларусь. 18 июня 2008 года вошла в состав города Смолевичи.

## География

### Расположение
В 2 километрах на северо-запад от железнодорожной станции Смолевичи (на линии Минск — Орша), в 35 километрах от Минска.

## История
Известна с начала XIX века как застенок в составе Борисовского уезда Минской губернии. В 1803 году — владение казны, в составе имения Смолевичи. В 1870 году — владение Петра Витгенштейна, в Смолевичской волости. В деревне действовала школа грамоты, в которой в 1890 году училось 13 мальчиков и 2 девочки. С февраля по декабрь 1918 года оккупирована войсками кайзеровской Германии, с августа 1919 по июль 1920 года — польскими. С 20 августа 1924 года — деревня в составе Смолевичского сельсовета Смолевичского района Минского округа (до 26 июля 1930 года), с 20 февраля 1938 года — в Минской области. В начале 1930-х годов существовал колхоз «Пятилетка», работала кузница. В конце июня 1941 года оккупирована немецко-фашистскими захватчиками. Во время Великой Отечественной войны 3 местных жителя погибли на фронте, ещё один — в партизанской борьбе. Освобождена в начале июля 1944 года. С 25 декабря 1962 года — в Минском районе, с 6 января 1965 года — в Смолевичском. В 1988 году — в составе совхоза имени В. И. Ленина с центром в городе Смолевичи. С 18 июня 2008 года находится в черте города Смолевичи.

## Население

### Численность
- 1996 год — 32 двора, 79 жителей[4].

### Динамика
- 1897 год — 8 дворов, 76 жителей.
- Начало XX века — 13 дворов, 119 жителей.
- 1917 год — 13 дворов, 105 жителей.
- 1926 год — 20 дворов, 101 житель.
- 1988 год — 30 хозяйств, 70 жителей.
- 1996 год — 32 двора, 79 жителей.